# Estação de metrô (MRT) Toa Payoh
A estação MRT Toa Payoh é uma estação de metrô (Mass Rapid Transit - MRT) na linha North South (NSL, sigla em inglês) em Toa Payoh, Cingapura. Localizado no centro da cidade de Toa Payoh, está integrado ao Ramal de Ônibus de Toa Payoh e ao HDB Hub, sede do Conselho de Habitação e Desenvolvimento. A estação fica sob o cruzamento de três estradas: Lorong1 Toa Payoh, Lorong2 Toa Payoh e Lorong6 Toa Payoh.
Anunciada pela primeira vez em maio de 1982, a construção da estação começou em 1983 como parte da fase 1 do sistema MRT. Em agosto de 1985, tornou-se a primeira estação MRT em Cingapura a ter sua estrutura de concreto concluída. Foi inaugurado em 7 de novembro de 1987 e foi uma das primeiras estações MRT a operar comercialmente. Tem um esquema de cores amarelo brilhante com um conjunto de azulejos coloridos no nível do saguão de acesso à plataforma.

## História

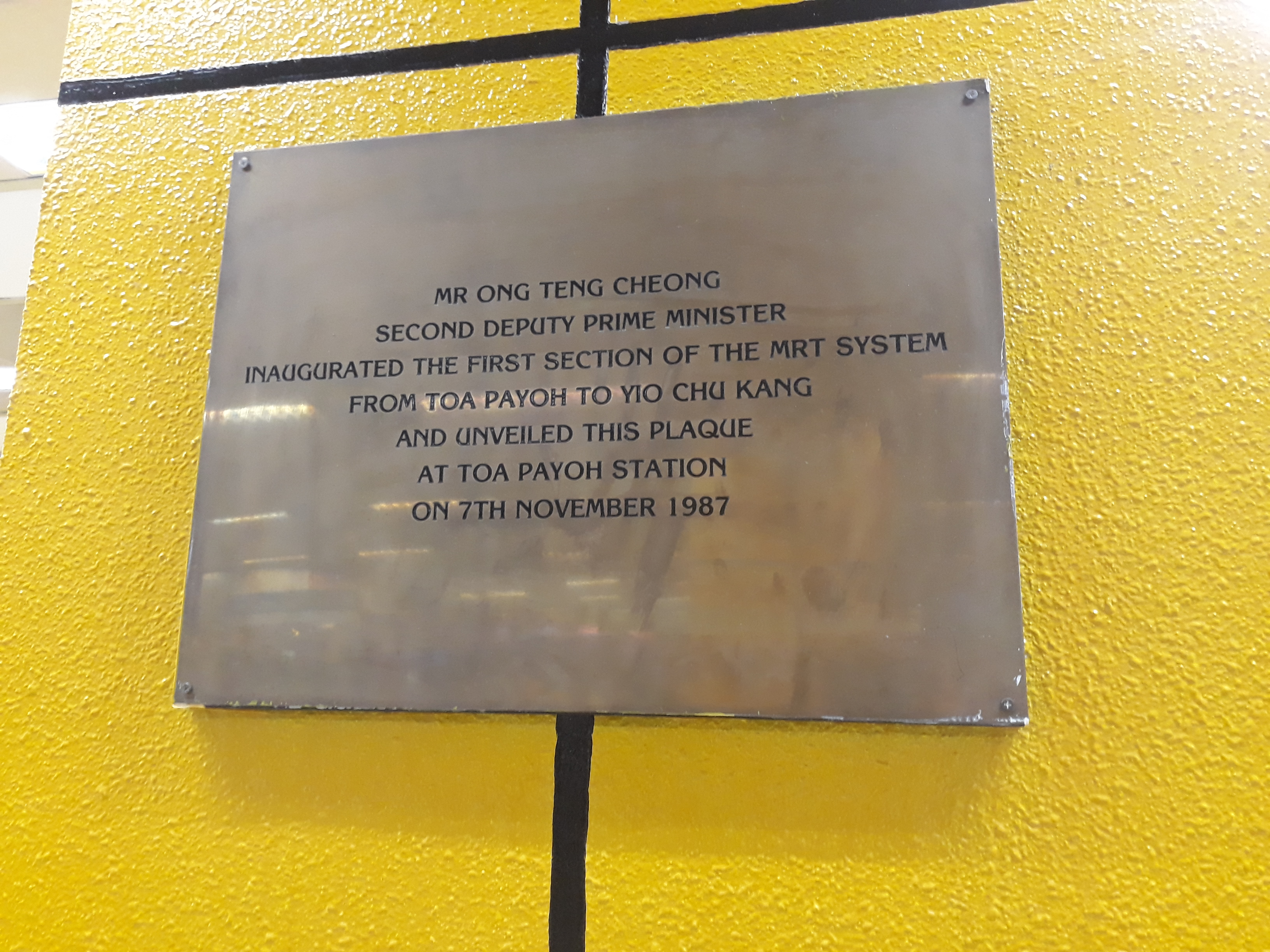
Uma placa na estação comemorando a abertura da primeira fase do MRT de Cingapura

A estação Toa Payoh foi incluída nos primeiros planos da rede MRT publicados em maio de 1982. A primeira confirmação de que a estação estaria entre as estações da Fase I (de Ang Mo Kio a Marina Bay ) veio em novembro daquele ano. Este segmento foi priorizado por passar por zonas de maior procura de transportes públicos, como os conjuntos habitacionais densamente povoados de Toa Payoh e Ang Mo Kio e a Zona Central . A linha visava aliviar o congestionamento do tráfego no corredor rodoviário Thomson-Sembawang .
O contrato 104 para a construção das estações Toa Payoh e Novena foi concedido à Joint Venture Tobishima-Takenaka em setembro de 1983. O contrato de S$ 96,8 milhões ( US$ 45 milhões em 2022 ) incluiu a construção de 2.329 km (1.447 mi) de túneis. A construção dos túneis entre Toa Payoh e Novena começou com uma cerimônia de lançamento na Shan Road em 22 de outubro de 1983. Essa cerimônia também marcou o início da construção da rede MRT. Os túneis e a estação tinham uma data de conclusão prevista para o início de 1988.
A estação foi construída no local do terminal de ônibus Toa Payoh Central, que foi transferido para um local adjacente. Na Shan Road, o poço inicial foi cavado em uma camada de arenito. Os túneis foram conduzidos em ambas direções desse eixo. A composição do solo era de arenito, granito, argila marinha ou rochas decompostas. As seções de arenito tiveram que ser contidas usando um escudo (com reforço temporário de concreto projetado/malha). As seções de granito tiveram que ser conduzidas e também extraídas com explosivos. As seções de argila marinha foram construídas usando cortar-e-tapar, e as seções de rocha decompostas usaram o Novo Método Austríaco de Tunelamento (NATM, sigla em inglês).
Em 6 de agosto de 1985, Toa Payoh foi a primeira estação MRT a ter suas obras estruturais concluídas, com o último balde de cimento despejado na estação como parte da cerimônia de conclusão. Devido a várias condições do solo, em novembro de 1985, o empreiteiro solicitou uma prorrogação de oito meses e verbas adicionais para construir os túneis entre as estações Novena e Toa Payoh.
Em janeiro de 1986, foi anunciado que a primeira seção do sistema MRT, das estações Yio Chu Kang a Toa Payoh, seria inaugurada no início de 1988; mas foi remarcado para 7 de novembro de 1987 em um anúncio em 16 de setembro daquele ano. Em um esforço para familiarizar as pessoas com o sistema, a estação recebeu uma prévia de 10 a 11 de outubro de 1987. Durante a prévia, cerca de 44.000 pessoas visitaram a estação. No entanto, nenhum serviço de trem funcionou, para grande decepção de muitos visitantes. Muitos expressaram entusiasmo e curiosidade, e muitos visitantes compraram ingressos para fazer o passeio de MRT na estreia do sistema.
No dia da inauguração, Toa Payoh foi a estação mais visitada na linha recém-concluída, com longas filas fora da estação às 11:00 am. Na cerimônia de abertura, o segundo vice-primeiro-ministro Ong Teng Cheong, que defendeu e encomendou o planejamento do sistema MRT, participou da cerimônia como convidado especial de honra. Yeo Ning Hong, o Ministro das Comunicações e Informação, iniciou formalmente as operações do MRT e anunciou que seria o "início" do sistema MRT. No dia, o botão de emergência foi ativado na estação Toa Payoh pouco antes das 8h30 pm, o que parou os trens por cerca de meia hora ao longo de um dos dois trilhos que levam à estação.
Em 8 de janeiro de 2006, a estação Toa Payoh foi uma das quatro estações MRT que participaram do Exercício Northstar V, um exercício simulado de contraterrorismo . Em julho de 2012, a Autoridade de Transporte Terrestre (LTA, sigla em inglês) convocou uma licitação para melhorar as medidas de prevenção de inundações (como novas barreiras contra inundações) na estação Toa Payoh, juntamente com onze outras estações MRT.   De julho de 2012 a 2014, a escada rolante na saída D (a passagem subterrânea de pedestres que liga a Lorong 2 Toa Payoh) foi substituída e atualizada.

## Detalhes da estação

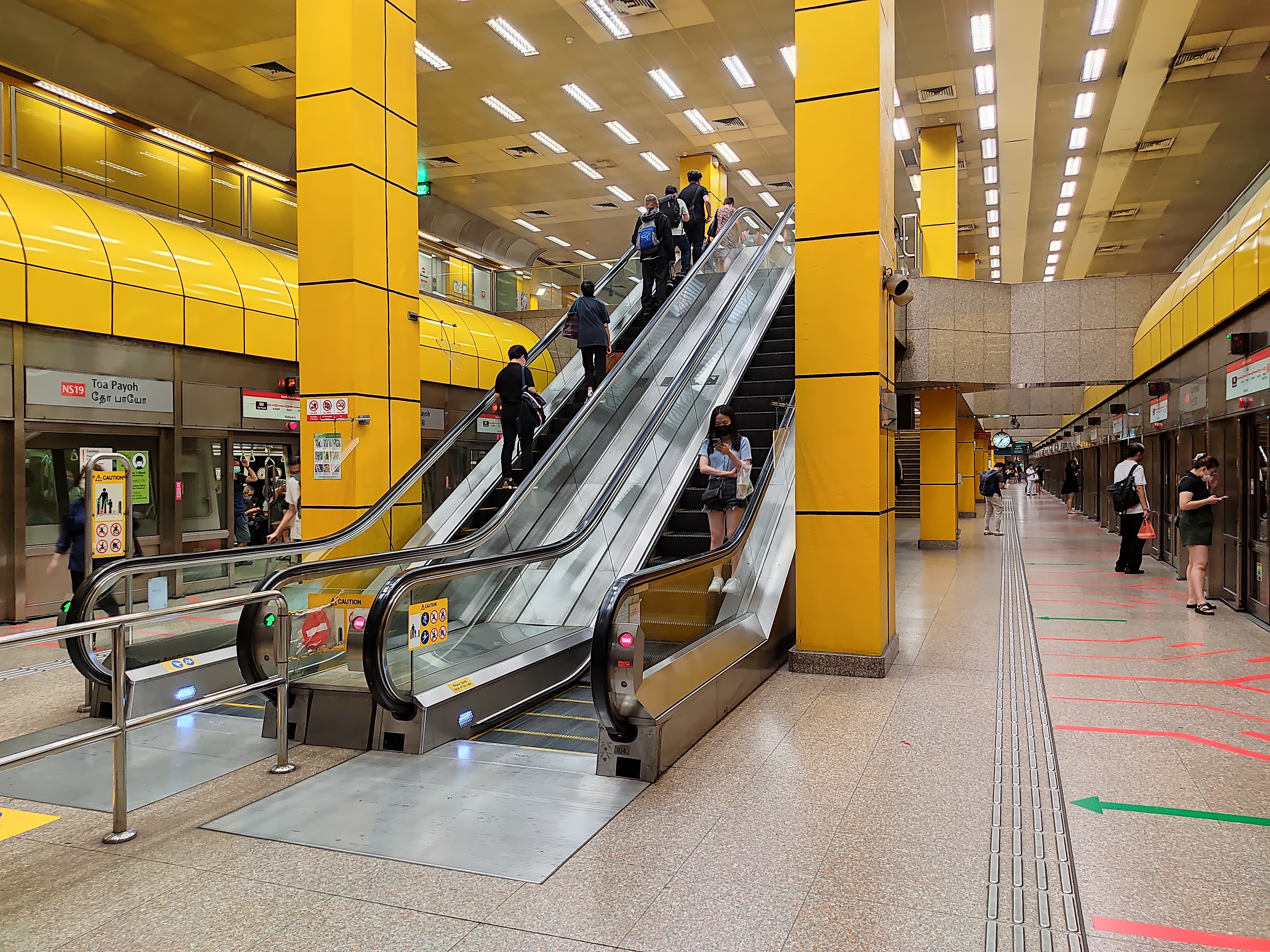
Plataformas MRT NS19 Toa Payoh

Toa Payoh serve a linha Norte Sul (NSL) e fica entre as estações Braddell e Novena. O código oficial da estação é NS19. Como todas as estações da NSL, a estação é operada pela SMRT Trains . A estação opera entre 5:41 am e 12:25 am diariamente. As frequências dos trens variam de 2,5 a 5,0 minutos.
A estação tem quatro entradas que servem a área de Toa Payoh. (Toa Payoh significa "grande pântano" no dialeto Hokkien . O nome é uma referência à grande área pantanosa que existia antes do desenvolvimento das hortas chinesas. )  Os pontos de referência ao redor incluem o Ramal de ônibus de Toa Payoh, o HDB Hub, a biblioteca pública Toa Payoh, Toa Payoh Stadium, o complexo de natação Toa Payoh e as escolas primárias e secundárias CHIJ. A estação também fica ao lado de duas igrejas: a Igreja do Cristo Ressuscitado e a Igreja Metodista Toa Payoh.
A estação é subterrânea, com um saguão no nível superior e as plataformas no nível inferior. Como muitas estações na rede MRT inicial, Toa Payoh tem uma plataforma de ilha . Toa Payoh também é uma das poucas estações na rede inicial a ter um pé-direito duplo. As amplas plataformas e entradas foram projetadas para acomodar grandes multidões.
A estação Toa Payoh tem um esquema de cores amarelo brilhante para os pilares e coberturas. Ao longo dos 50 m (160 ft), a estação apresenta um mural "arco-íris curativo" composto por 15.000 azulejos em várias cores. O mural do arco-íris pretendia refletir as massas de pessoas de várias origens raciais movendo-se juntas em harmonia.

Como parte do Comic Connect da SMRT, uma vitrine de arte pública de murais com temas históricos, a estação exibe The Toa Payoh Story de James Suresh, Sayed Ismail e Suki Chong. A obra de arte retrata vários pontos de referência da área de Toa Payoh, incluindo o playground do dragão, o Mosteiro Shuang Lin e a biblioteca pública de Toa Payoh. O mural inclui a representação de Seah Eu Chin, empresário e proprietário de terras da região. Como Toa Payoh foi a primeira cidade desenvolvida pelo Conselho de Habitação e Desenvolvimento, os artistas pretendiam que o mural ligasse o significado da área aos principais marcos da história de Cingapura.